# 三鍋伊佐雄
三鍋伊佐雄（みなべ いさお、1952年〈昭和27年〉5月19日）は日本の実業家。大東建託代表取締役社長（第4代）。賃貸不動産経営管理士。

## 来歴・人物
愛知県出身。豊田工業高等専門学校卒業。
株式会社愛広を経て、大東建託に入社し、1989年に取締役に就任して、テナント営業統括部長や業務本部長、管理統括部長、常務取締役や専務取締役、子会社のガスパル代表取締役社長などを歴任。2007年世界金融危機の最中である2007年10月、代表取締役会長兼社長であった多田勝美の再度の社長退任を受けて、大東建託社長となる。なお、多田は2011年まで引き続き代表取締役会長に留まる。
2013年に社内規定の取締役定年に基づいて社長執行役員の役職を熊切直美に譲る。加えて代表取締役を降りて取締役となり、同年6月に取締役も退任する。

## 経歴・年譜
- 1973（昭和48）年
  - 4月：株式会社愛広入社。
- 1984（昭和59）年
  - 4月：大東建託入社。
- 1989（平成元）年
  - 6月：取締役　テナント営業統括部長に就任。
- 1997（平成9）年
  - 4月：常務取締役　管理統括部長兼業務統括部長に就任。
- 2000（平成12）年
  - 4月：専務取締役　業務本部長兼経営企画室長に就任。
- 2001（平成13）年
  - 4月：専務取締役　業務本部長兼人事部長に就任。
- 2002（平成14）年
  - 4月：専務取締役　テナント営業統括本部長兼テナント営業統括部長
- 2004（平成16）年
  - 4月：専務取締役　管理統括本部長就任。大東建物管理株式会社代表取締役社長およびガスパル九州代表取締役兼任。
- 2005（平成17）年
  - 4月：専務取締役　管理統括部管掌兼TQC推進事務局長就任。
- 2006（平成18）年
  - 4月：常務取締役　管理統括部管掌に就任。ガスパル代表取締役社長兼任。
- 2007（平成19）年
  - 4月：常務取締役　東日本営業部長に就任。ガスパル代表取締役社長兼任。
  - 10月:代表取締役社長に就任。
- 2009（平成21）年
  - 4月：代表取締役社長　営業本部長に就任。ガスパル取締役会長を兼任。
- 2010（平成22）年
  - 4月：大東ファイナンス代表取締役社長兼任。
- 2012（平成24）年
  - 4月：代表取締役社長執行役員就任。
- 2013（平成25）年
  - 4月：代表取締役社長執行役員退任。取締役となる。
  - 6月:取締役退任。

## 著作
- 三鍋伊佐雄『弱者が勝つ戦略 「集中」と「差別化」こそがビジネスマンの勝利の方程式』PHP研究所、2013年8月。ISBN 978-4-569-81475-9。
- 三鍋伊佐雄『まじめに、賃貸経営』PHP研究所、2013年12月。ISBN 978-4-569-81637-1。
- 三鍋伊佐雄『Corporate Core Competency(コーポレイト コア コンピテンシー)で考える「企業成長戦略」と「企業の期待価値向上」』PHP研究所、2015年12月。ISBN 978-4-569-82847-3。